# Steven Reid
Steven Reid (* 10. März 1981 in Kingston, London) ist ein irischer Fußballspieler. Reid wird meist als offensiver Mittelfeldspieler eingesetzt, kann aber auch als Stürmer spielen.

## Verein
Reid wuchs in London auf und debütierte 1998 als Profi 17-jährig beim damals drittklassigen Londoner Verein FC Millwall. 2000 stieg er mit dem Verein in die damals zweitklassige Football League First Division. Zur Saison 2003/04 wechselte er nach 158 Spielen für Millwall in die Premier League zu den Blackburn Rovers. Im ersten Jahr war er noch lediglich Ergänzungsspieler, seit dem Sommer 2004 jedoch Stammspieler.
Nach sieben Jahren in Blackburn wechselte er im Sommer 2010 zu West Bromwich Albion in die Premier League 2010/11.

## Nationalmannschaft
Obwohl Reid geborener Brite ist, in England aufwuchs und sogar einige Spiele für englische Auswahlmannschaften im Jugendbereich bestritt, konnte er wegen seiner irischen Großeltern 2001 in die Auswahl der Irischen Republik berufen werden. Reid etablierte sich schnell als Stammkraft, so nahm Er an der Weltmeisterschaft 2002 teil, wo er zu zwei Einsätzen für  Irland kam. Insgesamt spielte er 23 Mal im Dress der Boys in Green, davon einmal im August 2006 als Spielführer.